# Love Potion No. 9 (canção)
"Love Potion No. 9" é o título de uma canção de 1959 de autoria da dupla de compositores Jerry Leiber e Mike Stoller e foi originalmente gravada pelo grupo The Clovers.

## Letra
Leiber e seu parceiro Stoller compuseram várias canções com letras que narravam histórias divertidas, e esta seguiu o mesmo caminho, falando sobre um rapaz que, bebendo uma poção do amor que lhe fora oferecida por uma cigana e sob seu efeito mágico, beija todos que lhe aparecem pela frente, inclusive um policial que acaba por quebrar o frasco da poção.

## Histórico
The Clovers era originalmente um grupo de R&B, e foi um dos poucos que migraram para o rock que surgia; este hit foi o último do grupo.
Em 1965 a canção foi regravada por The Searchers, havendo esta versão sido aquela que maior sucesso alcançou, e acabou por despertar uma curiosidade do público pelo grupo da gravação original, The Clovers.
Dentre os vários artistas que regravaram a canção estão Herb Alpert & The Tijuana Brass e The Ventures (ambos em 1965), The Coasters (1971), Beau Nasty (1989) e Neil Diamond (1993).

## Impacto cultural
A canção serviu de inspiração para o roteiro do filme homônimo de 1992, estrelado por Sandra Bullock.